# Crisp County
Crisp County je okres ve státě Georgie ve Spojených státech amerických. K roku 2005 zde žilo 22 017 obyvatel. Správním městem okresu je Cordele. Celková rozloha okresu činí 728 km². Vznikl 17. srpna 1905.